# Liste der Kellergassen in Laa an der Thaya
Die Liste der Kellergassen in Laa an der Thaya führt die Kellergassen in der niederösterreichischen Gemeinde Laa an der Thaya an.
| Foto |                 | Kellergasse       | Standort                      | Beschreibung |
| ---- | --------------- | ----------------- | ----------------------------- | --- |
| BW   | Datei hochladen |                   | KG: Hanfthal Standort         | Das Kellergassensystem liegt am nordwestlichen Ortsrand. Es besteht aus einer beidseitigen Kellergasse in der Ebene an einem aus dem Ort führenden Güterweg sowie aus mehreren Kellern in Schildmauerform an östlich davon befindlichen Geländekanten. Insgesamt umfasst es 41 Gebäude, davon 38 Keller. Die Keller sind mehrheitlich in Schildmauerform, mehr als die Hälfte ist erneuerungsbedürftig oder verfallen. |
| BW   | Datei hochladen | Hintaus           | KG: Hanfthal Standort         | Die einseitige Einzelkellergasse liegt an einer Geländekante im nordwestlichen Hintaus. Sie besteht aus zwölf Gebäuden auf 100 Metern Länge, davon fünf Um- oder Neubauten, zwei mit Wohnnutzung. Die Keller sind mehrheitlich traufständig; die Hälfte ist erneuerungsbedürftig. |
| BW   | Datei hochladen | Hintere Zeile     | KG: Hanfthal Standort         | Die teils ein-, teils zweiseitige Einzelkellergasse liegt an einer Geländekante im südwestlichen Hintaus. Sie besteht aus 27 Kellern auf 130 Metern Länge. Die Keller sind mehrheitlich in Schildmauerform; die Hälfte ist erneuerungsbedürftig. |
| BW   | Datei hochladen |                   | KG: Kottingneusiedl Standort  | Das Kellergassensystem liegt in Hanglage am nordwestlichen Ortsrand. Auf einer Fläche von etwa 200 mal 100 Meter befinden sich 59 Gebäude, davon 15 Um- oder Neubauten – acht davon mit Wohnnutzung. Die Keller sind mehrheitlich giebelständig. |
| BW   | Datei hochladen | Kellerweg         | KG: Laa an der Thaya Standort | Das Kellergassensystem liegt in Hanglage im südöstlichen Teil des Orts. Auf einer Fläche von etwa 300 mal 40 Meter befinden sich 35 Gebäude, davon drei Um- oder Neubauten. Die Keller haben mehrheitlich Schildmauerform; ein Drittel ist erneuerungsbedürftig. |
| BW   | Datei hochladen | Fallbacher Straße | KG: Ungerndorf Standort       | Die einseitige Kellergasse liegt in einem Graben an der südlichen Ortsausfahrt und wird von der Bundesstraße durchschnitten, entlang derer sich auch einige wenige Keller befinden. Insgesamt befinden sich auf einer Länge von 250 Metern 32 Gebäude, davon fünf Um- oder Neubauten. Mehr als ein Drittel der Keller ist erneuerungsbedürftig. Die älteste Datierung stammt von 1933.                                 |
| ja   | Datei hochladen | Schatz            | KG: Pernhofen Standort        | Das Kellergassensystem befindet sich in der Ebene nordwestlich weit außerhalb von Wulzeshofen. Es besteht aus zwei überwiegend einseitigen Kellergassen, die etwa 200 Meter voneinander entfernt sind. Insgesamt umfasst es auf 850 Metern Länge 59 Gebäude, davon 15 Um- oder Neubauten mit Wohnnutzung. Die Keller sind mehrheitlich giebelständig.                                                                  |

| Foto:                    | Fotografie der Kellergasse (Gesamtheit). Klicken des Fotos erzeugt eine vergrößerte Ansicht. Daneben finden sich zwei Symbole: \| Weitere Bilder vorhanden \| Das Symbol bedeutet, dass weitere Fotos des Objekts verfügbar sind. Durch Klicken des Symbols werden sie angezeigt. \| \| Eigenes Foto hochladen \| Durch Klicken des Symbols können weitere Fotos des Objekts in das Medienarchiv Wikimedia Commons hochgeladen werden. \| |
| Name:                    | Bezeichnung der Kellergasse |
| Standort:                | Es ist die Katastralgemeinde (KG) angegeben. Durch Aufruf des Links Standort wird die Lage der Kellergasse in verschiedenen Kartenprojekten angezeigt. |
| Beschreibung             | Kurze Beschreibung der Kellergasse |
| Weitere Bilder vorhanden | Das Symbol bedeutet, dass weitere Fotos des Objekts verfügbar sind. Durch Klicken des Symbols werden sie angezeigt. |
| Eigenes Foto hochladen   | Durch Klicken des Symbols können weitere Fotos des Objekts in das Medienarchiv Wikimedia Commons hochgeladen werden. |